# 烏克蘭總統
乌克兰总统 （羅馬化：Prezydent Ukrainy）是乌克兰国家元首。总统在国际关系中代表本国家管理国家的外交活动，与它国进行谈判并缔结国际条约。总统由公民直选选出，任期5年（无论乌克兰总统选举是否准时举行），可連任一次。
总统官邸玛丽亚宫，位于首都基辅佩切尔斯克一帶的歷史街區，其他官邸包括银鲛宅、哭泣寡妇之家（用于接待外国代表）、总统办公室（於国内外和法律事务方面为总统提供咨询）。
自1991年7月5日乌克兰行政机构创立开始，一共有6位总统，列昂尼德·克拉夫丘克是第一位总统，任期从1991年开始到1994年结束。列昂尼德·库奇马是至今为止唯一一位连任两届的总统，維克托·尤先科、彼得罗·波罗申科和維克托·亞努科維奇任期皆为一届，而亞歷山大·圖奇諾夫在2014年担任乌克兰最高拉达议长和代理总统，是乌克兰历史上首位亦是迄今唯一一位代理总统；相对于他国的副总统继任成为总统之后通常会获得所有的权力，而乌克兰的代理总统的权力则会受到严格的限制。乌克兰政府采用的半总统制，因此其国家元首和政府首脑的角色是分开的，乌克兰总统担任国家元首，而乌克兰总理则担任政府首脑。
现任总统是弗拉基米尔·泽连斯基，于2019年5月20日宣誓就職。

## 概述
总统即是乌克兰武装部队总司令，也是乌克兰国家安全与国防事务委员会主席。根据乌克兰宪法，总统应当保证国家主权完整，领土不可分割，并且遵守乌克兰宪法以及人权和公民的权利与自由。 
与權力分立一样，总统也对议会和司法系统的权力进行监督。例如，国会通过的任何法律都可以由总统否决。但是，议会可以以2/3的宪法多数票来否决他的否决权。根据宪法，总统解散乌克兰最高拉达（行政）的权力应该受到限制，总统有提名乌克兰内阁的外交部和国防部长候选人的权力。总统可以任命八名宪法法院法官中的六名。乌克兰总统的决定应接受乌克兰法院的审查，宪法法院拥有裁定总统令违宪的权力。总统在任期间享有主權豁免。
乌克兰公民可以通过寄信的方式，要求乌克兰总统为解决他们的个人问题提供帮助（有时成功）。在2012年时，当时的总统维克多·亚努科维奇甚至每月会收到人们约10,000至12,000封信。在乌克兰，绕过地方政府直接向中央政府上诉是一种非常常见的做法。

## 歷史
在烏克蘭蘇維埃社會主義共和國時期，名義上的國家元首先後為中央執行委員會主席和最高蘇維埃主席團主席，但烏克蘭共產黨第一書記為實際最高領導人，一般由蘇聯共產黨中央政治局委員擔任。烏克蘭獨立後，總統職務自1991年12月起設立，作為烏克蘭的國家元首。

## 歷任總統
人民公仆
  波罗申科联盟
  我们的乌克兰
  地区党
  祖国党
  独立人士 / 无党籍
| № | 届 | 图⁠像                         | 姓名、生卒年                      | 任期                                                             | 选舉（支持率、票數）                     | 政党                                          |
| - | -- | ---------------------------- | --------------------------------- | ---------------------------------------------------------------- | ---------------------------------------- | --------------------------------------------- |
| 1 | 1  |                              | 列昂尼德·克拉夫丘克 （1934—2022） | 1991年8月24日—1994年7月19日                                      | 1991年乌克兰总统选举 — 61.59% 19,643,481 | 独立人士 / 无党籍                             |
| 2 | 2  |                              | 列昂尼德·库奇马 （1938年—）       | 1994年7月19日—1999年11月14日                                     | 1994年乌克兰总统选举 — 52.3% 14,016,850  | 独立 / 无党籍                                 |
| 2 | 3  | 1999年11月14日—2005年1月23日 | 列昂尼德·库奇马 （1938年—）       | 1999年乌克兰总统选举 — 57.7% 15,870,722                          |                                          | 独立 / 无党籍                                 |
| 3 | 4  |                              | 維克托·尤先科 （1954年—）         | 2005年1月23日—2010年2月25日                                      | 2004年烏克蘭總統選舉 — 51.99% 15,115,712 | 无党籍（2004—2005） 我们的乌克兰（2005—2010） |
| 4 | 5  |                              | 維克托·亞努科維奇 （1950年—）     | 2010年2月25日—2014年2月22日                                      | 2010年乌克兰总统选举 — 48.95% 12,481,266 | 地區黨（1997—2014）                           |
| — | —  |                              | 亞歷山大·圖奇諾夫 （1964年—）     | 2014年2月23日—2014年6月7日 （根据宪法112条，由议会议长临时代理） | —                                        | 祖国党                                        |
| 5 | 6  |                              | 彼得罗·波罗申科 （1965年—）       | 2014年6月7日—2019年5月20日                                       | 2014年乌克兰总统选举 — 54.70% 9,828,456  | 波罗申科联盟                                  |
| 6 | 7  |                              | 弗拉基米尔·泽连斯基 （1978年—）   | 2019年5月20日— （现任）                                          | 2019年烏克蘭總統選舉 — 73.2% 13,086,373  | 人民公仆                                      |

## 備注
1. ↑  头衔被剥夺[10]
2. ↑  临时

## 外部連結
- 官方网站
- 烏克蘭總統辦公室的Facebook專頁
- 烏克蘭總統辦公室的X（前Twitter）
- YouTube上的烏克蘭總統辦公室頻道
- 烏克蘭總統辦公室的Instagram帳戶
- 烏克蘭總統辦公室的Telegram